# Clearview (Wirginia Zachodnia)
Clearview – wieś w Stanach Zjednoczonych, w stanie Wirginia Zachodnia, w hrabstwie Ohio.